# Gudrun Stephensen
Gudrun Stephensen (22. september 1892 i København – 16. februar 1946) var en dansk skuespillerinde.
Hun debuterede i 1910 i stumfilmen Massösens offer hos den svenske filmproducent Frans Lundberg i Malmø i 1910. Året efter kom hun til Nordisk Film hvor hun medvirkede i tre film. Frem til 1928 medvirkede hun i en yderligere række stumfilm. Efter en pause medvirkede hun igen i to tonefilm i 1940 og 1941.
Gudrun Stephensen var datter af teaterdirektør Oddgeir Stephensen. Hun var gift med skuespilleren Hugo Bruun hvorefter hun gik under navnet Gudrun Bruun eller Gudrun Bruun Stephensen. Sammen fik de datteren Grete Bruun som også var skuespiller.

## Filmografi
- Massösens offer (som Damefrisørinde; instruktør Alfred Lind, 1910; svensk)
- Ved Fængslets Port (som Didi, varietésangerinde; instruktør August Blom, 1911)
- Vildledt Elskov (Instruktør August Blom, 1911)
- Den farlige Alder (Instruktør August Blom, 1911)
- Spaakonens Datter (som Agnes, spåkonens datter; instruktør August Blom, 1911)
- For sin Faders Skyld (som Inga, datter fra Raages første ægteskab; instruktør Holger-Madsen, 1916)
- Gengældelsens Ret (som Majken, van Huysmanns datter; instruktør Fritz Magnussen, 1917)
- Børnenes Synd (som Lydia, lensgrevens datter; instruktør Holger-Madsen, 1917)
- Fange Nr. 113 (som Ellen, von Holmes datter; instruktør Holger-Madsen, 1917)
- Du skal ære - (som Marianne; instruktør Fritz Magnussen, 1918)
- Fangen fra Erie Country Tugthus (som Vera, Brouwers' datter; instruktør Fritz Magnussen, 1918)
- Livets Stormagter (som Didier Manon; instruktør Alfred Cohn, 1918)
- Dommens Dag (som Evelyn, van Straetens første kone; instruktør Fritz Magnussen, 1918)
- Præsten fra Havet (som Agnete, Warmings datter; instruktør Fritz Magnussen, 1918)
- Dømmer ikke (som Missy Archbold; instruktør Fritz Magnussen, 1918)
- Bajadser (som Nedda, Canios kone; instruktør Fritz Magnussen, 1919)
- Hans Kones Veninde (som Lilli, Ranks; instruktør Lau Lauritzen Sr., 1919)
- Har jeg Ret til at tage mit eget Liv? (som Dolly, Bergs datter; instruktør Holger-Madsen, 1920)
- Evas Forlovelse (Instruktør Lau Lauritzen Sr., 1920)
- Det Største i Verden (som Evelyn White; instruktør Holger-Madsen, 1921)
- Munkens Fristelser (som Karen, stuepige; instruktør Fritz Magnussen, 1921)
- Ungkarleliv (Instruktør Lau Lauritzen Sr., 1921)
- Der Gang in die Nacht (1921; tysk)
- En Nat i København (som Frk. Hansen, kassererske; instruktør Eduard Schnedler-Sørensen, 1923)
- Kongen af Pelikanien (som Lucy, hofdame; instruktør Valdemar Andersen, 1928)
- Hendes Mands Forlovede (Instruktør Lau Lauritzen Sr.)
- Sommerglæder (som Fru Rist, Instruktør Svend Methling, 1940)
- Peter Andersen (som Gertrud, Ebbas søster; instruktør Svend Methling, 1941)